# Fegljus
Fegljus (c швед. Свеча труса, также Трусливый свет) — в шведском фольклоре название необъяснимого источника света, который, по преданиям, предзнаменует смерть человека. Назван трусливым, так как в древнешведском языке словом «трус» можно было обозначить и умершего.

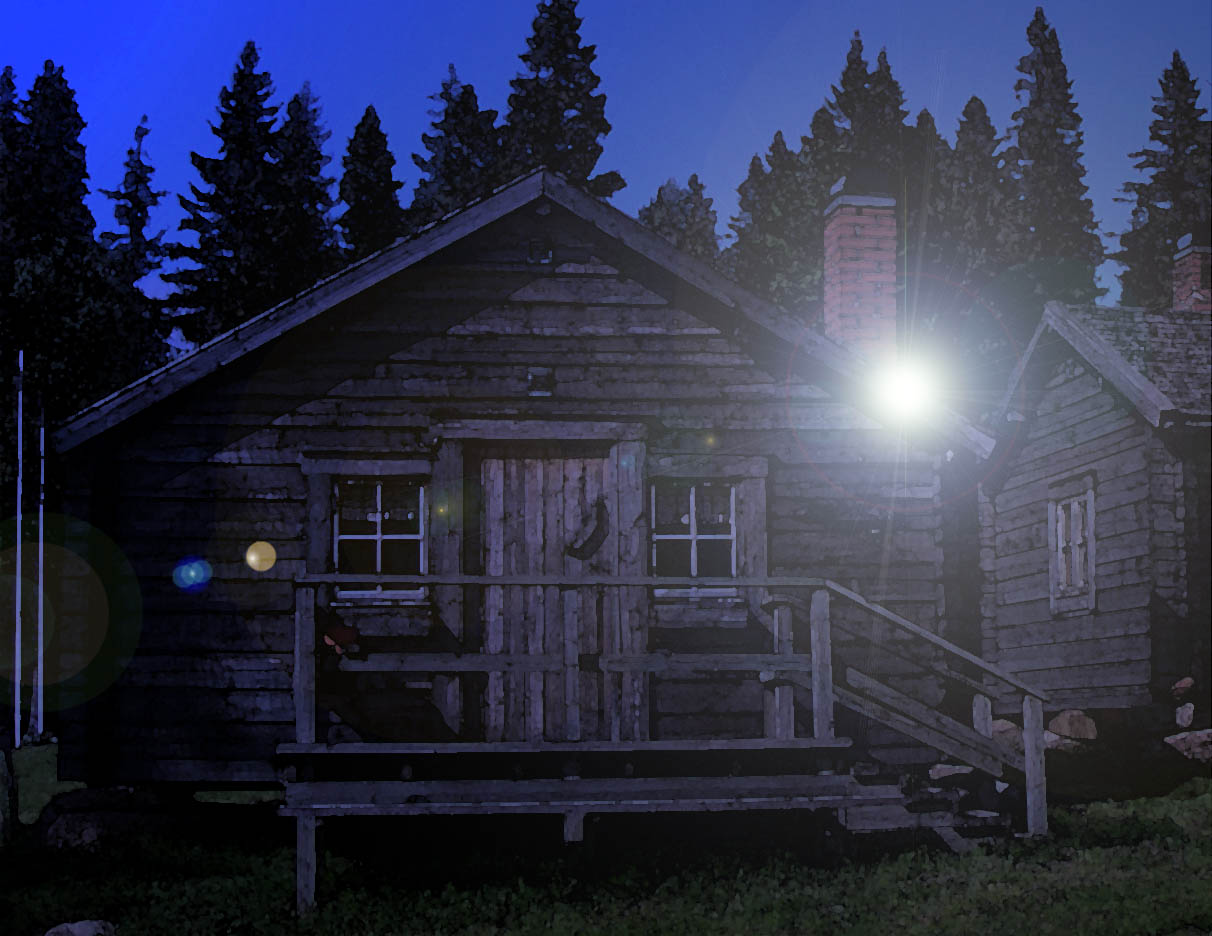
Трусливая свеча на хижине

Сообщалось, что это явление появлялось резко и неожиданно и ровно также резко исчезало. Свет появлялся над домами людей, которые близки к смерти. Обычно именно умирающему данный свет не являлся, но иногда такое происходило.
Говорили о свете белого, красного и синего цвета.
Количество «трусливых свечей», которые можно было увидеть в одну и ту же ночь или вечер, показывало, сколько членов семьи должно было умереть, и по их размеру можно было понять, касается ли предзнаменование смерти взрослых или детей. В Готланде и на Аландских островах принято говорить, что высота света над землёй соизмеряло время смерти: чем ближе источник света был к земле, тем ближе было время смерти.
Также по легенде Fegljius является ритуалом, при котором ночью зажигают обычную свечу, и на какой дом подует ветер, тот житель дома и должен был умереть.
Также сообщалось, что эти источники света были в недосягаемых местах для людей или даже могли передвигаться.

## Fegljus в других скандинавских странах
В Норвегии данное явление носит название Naalyse, и голубой свет здесь указывает на скорую смерть человека.
В Дании синий свет означает, что взрослый человек умрёт, а красный свет предвещает смерть ребёнка. Также говорят, что чем раньше вечером человек видит свет, тем быстрее наступает смерть.
На Аландских островах принято думать, что белый свет предвещает именно благословенную смерть.
В Финляндии представление о Fegljus немного иное: свет трактуется как послание из иного мира, или даже даром от Бога.